# Josh Kerr
Josh Kerr (Edimburgo, 8 de octubre de 1997) es un deportista británico que compite en atletismo, especialista en las carreras de mediofondo.
Participó en dos Juegos Olímpicos de Verano, obteniendo dos medallas, bronce en Tokio 2020 y plata en París 2024, ambas en la prueba de 1500 m.
Ganó una medalla de oro en el Campeonato Mundial de Atletismo de 2023 y una medalla de oro en el Campeonato Mundial de Atletismo en Pista Cubierta de 2024.

## Palmarés internacional
| Juegos Olímpicos                     | Juegos Olímpicos      | Juegos Olímpicos  | Juegos Olímpicos |
| Año                                  | Lugar                 | Medalla           | Prueba           |
| ------------------------------------ | --------------------- | ----------------- | ---------------- |
| 2020                                 | Tokio (Japón)         | Medalla de bronce | 1500 m           |
| 2024                                 | París (Francia)       | Medalla de plata  | 1500 m           |
| Campeonato Mundial                   |                       |                   |                  |
| Año                                  | Lugar                 | Medalla           | Prueba           |
| 2023                                 | Budapest (Hungría)    | Medalla de oro    | 1500 m           |
| Campeonato Mundial en Pista Cubierta |                       |                   |                  |
| Año                                  | Lugar                 | Medalla           | Prueba           |
| 2024                                 | Glasgow (Reino Unido) | Medalla de oro    | 3000 m           |